# Анатолий Лейн
Анатолий Яковлевич Лейн (на английски: Anatoly Yakovlevich Lein) е руско-американски шахматист, международен гросмайстор по шахмат и автор на шахматна литература.

## Биография
Лейн е международен майстор от 1964 г. и гросмайстор от 1968 г. През 1971 г. спечелва първенството на Москва след плейоф. Заема първо място в Москва (1970), Сиенфуегос (1972), Нови Сад (1972 и 1973) и поделено първо място в Гранд Менън (1984). През 1976 г. емигрира в Съединените щати. Същата година заема поделено първо място на Откритото първенство на САЩ. Шампион е на Ню Джърси от 1992 до 1995 година.
През 1978 г. участва на шахматната олимпиада в Буенос Айрес. Състезава се на трета дъска. Изиграва 10 партии, постигайки в тях 4 победи и 4 ремита. Средната му успеваемост е точно 60 процента. Спечелва бронзов отборен медал.
През 2005 Анатолий Лейн е приет в Световната зала на славата по шахмат, намираща се в Маями.